# Michael Vicéns
Michael Vicéns (Ponce, 21 gennaio 1956) è un ex cestista portoricano.

## Carriera
Dopo quattro stagioni a Holy Cross, è stato selezionato dai New Jersey Nets al decimo giro del Draft NBA 1978 (187ª scelta assoluta), ma non ha mai giocato nella NBA.
Con Porto Rico ha disputato i Campionati mondiali del 1974, i Giochi olimpici di Montréal 1976 e i Giochi panamericani di San Juan 1979.